# Bushnell (Florida)
Bushnell ist eine Stadt und zudem der County Seat des Sumter County im US-Bundesstaat Florida. Das U.S. Census Bureau hat bei der Volkszählung 2020 eine Einwohnerzahl von 3.047 ermittelt. 

## Geographie
Bushnell liegt etwa 70 Kilometer westlich von Orlando.

## Geschichte
Im Jahre 1886 wurde durch die Tropical Florida Railroad, einer Tochtergesellschaft der Florida Railroad, eine Bahnstrecke von Ocala über Bushnell nach Plant City eröffnet. Die Bahnlinie wurde 1890 bis Tampa verlängert. Am 28. Oktober 1885 wurde am späteren Standort Bushnells noch während des Baus der Bahnstrecke eine erste Postfiliale eröffnet. Die offizielle Gründung der City of Bushnell erfolgte 1911.

## Demographische Daten
Laut der Volkszählung 2010 verteilten sich die damaligen 2418 Einwohner auf 1438 Haushalte. Die Bevölkerungsdichte lag bei 396,4 Einw./km². 81,4 % der Bevölkerung bezeichneten sich als Weiße, 12,7 % als Afroamerikaner, 0,9 % als Indianer und 0,5 % als Asian Americans. 2,5 % gaben die Angehörigkeit zu einer anderen Ethnie und 2,0 % zu mehreren Ethnien an. 8,1 % der Bevölkerung bestand aus Hispanics oder Latinos.
Im Jahr 2010 lebten in 24,6 % aller Haushalte Kinder unter 18 Jahren sowie 46,5 % aller Haushalte Personen mit mindestens 65 Jahren. 64,3 % der Haushalte waren Familienhaushalte (bestehend aus verheirateten Paaren mit oder ohne Nachkommen bzw. einem Elternteil mit Nachkomme). Die durchschnittliche Größe eines Haushalts lag bei 2,26 Personen und die durchschnittliche Familiengröße bei 2,80 Personen.
20,3 % der Bevölkerung waren jünger als 20 Jahre, 23,6 % waren 20 bis 39 Jahre alt, 21,7 % waren 40 bis 59 Jahre alt und 34,4 % waren mindestens 60 Jahre alt. Das mittlere Alter betrug 46 Jahre. 50,5 % der Bevölkerung waren männlich und 49,5 % weiblich.
Das durchschnittliche Jahreseinkommen lag bei 34.097 $, dabei lebten 20,9 % der Bevölkerung unter der Armutsgrenze.
Im Jahr 2000 war Englisch die Muttersprache von 96,01 % der Bevölkerung und spanisch sprachen 3,99 %.

## Sehenswürdigkeiten
Das Dade Battlefield Historic Memorial und das Thomas R. Pierce House sind im National Register of Historic Places gelistet.

## Verkehr
Bushnell wird vom U.S. Highway 301 (SR 35) durchquert. Die Florida State Road 48 verbindet den US 301 mit der nahegelegenen Interstate 75 westlich der Stadt. Der nächste Flughafen ist der Orlando International Airport (rund 100 km östlich).

## Kriminalität
Die Kriminalitätsrate lag im Jahr 2010 mit 264 Punkten (US-Durchschnitt: 266 Punkte) im durchschnittlichen Bereich. Es gab drei Raubüberfälle, sechs Körperverletzungen, 20 Einbrüche, 71 Diebstähle und zwei Autodiebstähle.